# 728
728 (DCCXXVIII) je bilo prestopno leto, ki se je po julijanskem koledarju začelo na četrtek.

## Dogodki
- Donacija Sutrija
- 1. januar